# Baselios Cleemis Thottunkal
Moran Mor Baselios Cardenal Cleemis Catholicos o, quan es refereix a ell exclusivament com a cardenal, Baselios Cleemis Cardenal Thottunkal és l'actual arquebisbe major-catolicós de l'Església Catòlica Siro-malankar. Va ser elevat al Col·legi Cardenalici de l'Església Catòlica pel Papa Benet XVI a la Basílica de Sant Pere del Vaticà el 24 de novembre de 2012.
En el moment de la seva creació, era el membre més jove del Col·legi de Cardenals, a més de ser el primer cardenal de l'Església Catòlica Siro-malankar. El 31 de gener de 2013 va ser escollit membre de la Congregació per a les Esglésies Orientals i del Consell Pontifici per al Diàleg Interreligiós. El 12 de desembre de 2013 va ser escollit President del Consell episcopal catòlic de Kerala; i l'11 de febrer de 2014 va ser escollit President de la Conferència Episcopal Índia.

## Biografia
Baselios Cleemis va néixer el 15 de juny de 1959 com a Isaac Thottumkal a Mukkor, un poblet propera a Mallappally Town, al districte Pathanamthitta a l'estat de Kerala, al sud de l'Índia. Els seus pares eren Mathew i Annamma Thottumkal. La família Thottumkal és part de la família Pakalomattom, que és una antiga família cristiana siriana de Kerala.
Estudià al Seminari Menor de Tiruvalla entre 1976 i 1979. Rebé el batxiller en Filosofia a l'Institut Pontifici Sant Josep de Mangalapuzha, Aluva, on estudià entre 1979 a 1982. Rebé el batxiller en teologia del Seminari Papal de Pune, on estudià entre 1983 i 1986. Thottunkal va ser ordenal prevere l'11 de juny de 1986. Va estudiar un Master de Teologia a la Universitat Dharmaram de Bangalore, on estudià entre 1986 i 1989, i va obtenir un Doctorat en Teologia Ecumènica de la Universitat Pontifíca de Sant Tomàs d'Aquino de Roma el 1997.
En tornar de Roma va ser nomenat vicari general (Proto Sincellus) de l'eparquia de Bathery. El Papa Joan Pau II nomenà a Aboon Isaac Cleemis com a visitador apostòlic i bisbe auxiliar de Trivandrum el 18 de juny de 2011 pels siro-malankars residents a Nord-amèrica i a Europa. Va ser consagrat el 15 d'agost de 2001 a Tirumoolapuram, Tiruvalla, assumint el nom d'Isaac Mar Cleemis.
La Santa Seu nomenà Cleemis com el sisè Bisbe de l'eparquia de Tiruvalla l'11 de setembre de 2003. Cleemis va ser instal·lat com el primer Arquebisbe Metropolità de l'Arxiparquia de Tiruvalla el 10 de juny de 2006.
Cleemis va ser elegit unànimement com el segon catolicós de l'Església catòlica Siro-malankar al primer Sínode Sant Episcopal d'elecció de l'Església Siro-malankar, convocat entre el 7 i el 10 de febrer de 2007 a Pattom, Trivandrum. El Papa Benet XVI aprovà l'elecció el 9 de febrer i va ser anunciat el 10 de febrer a la Catedral de Santa Maria de Pattom. Assumí el nom de Baselios Cleemis; sent entronitzat com a segon arquebisbe major catolicós de l'Església Catòlica Siro-malankar el 5 de març de 2007 a la catedral de Santa Maria de Pattom. Els cardenals Telesphore Toppo i Mar Varkey Vithayathil participaren en la cerimònia d'instal·lació.
Cleemis va ser elevat al Col·legi de Cardenals de l'Església Catòlica pel Papa Benet XVI a la Basílica de Sant Pere el 24 de novembre de 2012, rebent el títol de San Gregorio VII. És el primer bisbe de l'església siro-malankar i el cinquè Keralite en esdevenir cardenal. Va dir que era un signe autèntic de l'afecte del Papa vers els catòlics indis, units en la diversitat, i cità el testimoniatge, la defensa de la vida humana i l'exemple de la pregària autèntica donats per la Beneïda Mare Teresa de Calcuta.
El 31 de gener de 2013 Cleemis va ser nomenat per Benet XVI membre de la Congregació per a les Esglésies Orientals i del Consell Pontifici per al Diàleg Interreligiós.
Cleemis participà com a cardenal elector al Conclave de 2013, que elegí al Papa Francesc. Com que era el primer bisbe de l'Església Siro-Malankar en ser fet cardenal, també era el primer de participar com a cardenal-elector en un conclave papal. Durant el Conclave va ser un dels quatre cardenals electors aliens a l'Església Llatina que portaven robes diferents, pròpies de les seves esglésies respectives. Els altres eren el Patriarca Catòlic Copte d'Alexandria Antonios Naguib, el Patriarca Maronita d'Antioquia Béchara Boutros Raï i l'arquebisbe major siro-malabar George Alencherry.